# Neoeme quinquelineata
Neoeme quinquelineata är en skalbaggsart som beskrevs av Dmytro Zajciw 1958. Neoeme quinquelineata ingår i släktet Neoeme och familjen långhorningar. Inga underarter finns listade i Catalogue of Life.